# Universal Destinations & Experiences
Universal Destinations & Experiences (anciennement connu sous le nom Universal Parks & Resorts), également connu sous le nom Universal Studios Theme Parks ou Universal Theme Parks, est l'unité de parc de loisirs de NBCUniversal, une filiale de Comcast. 
La société, dont le siège est à Orlando, en Floride, exploite des parcs à thème Universal et des propriétés de villégiature dans le monde entier.

## Histoire
L'origine de la division Universal Parks & Resorts remonte à 1964 quand, en plus de la traditionnelle visite en mini-bus, Universal inaugure à Hollywood un véritable parc d'attractions. Universal Studios organise depuis longtemps des visites guidées de ses studios hollywoodiens. En 1911, son fondateur propose la visite de ses studios avec un passage par sa ferme dans laquelle sa femme vend des œufs. Ces visites permettent aux touristes de voir les décors et accessoires qui sont utilisés par les plus célèbres films et séries télévisées de la compagnie.
Universal Parks & Resorts appartient au groupe NBCUniversal. À l'image de Walt Disney Imagineering pour Disney, Universal possède une filiale de création de parc nommée Universal Creative. Pour dynamiser sa fréquentation, les parcs Universal reposent sur l'exploitation des licences appartenant à NBC Universal, ou des licences permises par la signature d'accords spécifiques, tels que l'accord avec Nintendo pour l'utilisation des personnages de la firme dans ses attractions.
Le 4 juillet 2018, Snapchat annonce avoir signé des contrats avec Disney, Universal et Six Flags pour des applications de réalité augmentée, celle de Disney étant baptisée Play Disney Parks.
Le 8 mars 2023, le PDG d'Universal Parks and Resorts, Mark Woodbury, annonce le changement de nom de la division en "Universal Destinations and Experiences". Woodbury a déclaré : « Universal Destinations & Experiences s'aligne sur notre aspiration à être la destination de choix sur les marchés où nous sommes aujourd'hui et sur les marchés sur lesquels nous pénétrons à l'avenir. et des moyens convaincants pour les fans du monde entier d'utiliser notre riche collection d'histoires, de personnages et de franchises. ».

## Divisions
- Universal Creative

## Parcs
- Universal Studios Hollywood à Los Angeles (États-Unis) :
  - Universal CityWalk Hollywood
- Universal Orlando Resort en Floride (États-Unis) :
  - Universal Studios Florida
  - Universal's Islands of Adventure
  - Universal's Volcano Bay
  - Universal CityWalk Orlando
  - Universal Epic Universe[4],[5],[6]
- Universal Studios Japan à Ōsaka (Japon) :
  - Universal CityWalk Osaka
- Universal Studios Singapore sur l'île de Sentosa (Singapour)
- Universal Beijing à Pékin (Chine) :
  - Universal Studios Beijing[7],[8],[9],[10],[11].
  - Universal CityWalk Beijing

## Parcs en projet
En construction
- Universal Horror Unleashed est une attraction horrifique de 8 hectares en développement au sein du quartier de divertissement Area15 à Las Vegas, prévu pour 2025. Cette attraction sera un bâtiment permanent au sein du quartier[12]. Une autre version de l'attraction est en cours de développement pour le futur parc Universal Studios United Kingdom.
- Universal Kids Resort au Texas est un parc à thème destiné aux familles avec enfants en développement à Frisco, au Texas, prévu pour 2026[13],[14].
- Second parc à thème en construction à Universal Beijing, en construction depuis 2025.
- Universal Theme Parks: The Exhibition, une exposition interactive au sein du musée Franklin Institute à Philadelphie, prévu pour 2026.

En développement
- Universal Studios United Kingdom, premier parc européen à Bedford au Royaume-Uni. Le groupe aimerait entamer les travaux en 2026 pour une ouverture maximum en 2031.
- Universal Studios Delhi, un parc à New Delhi dont l'ouverture se ferait pour 2027.

## Anciens parcs et projets abandonnés

### Projets abandonnés
- Universal Studios Europe, Melun-Sénart (France) :
  - À la suite de l'implantation de Disney en Europe avec la construction d'Euro Disney Resort, Universal Studios Recreation Group envisagea entre la fin des années 1980 et le début des années 1990 la construction de son propre parc en Europe. Il planche sur un site localisé soit en région parisienne ou dans les environs de Londres[15]. Le site de Rainham Marshes à l'est de Londres est abandonné. Il devient plus tard la Rainham Marshes Nature Reserve (en). L'État français est bien plus disposé à offrir des avantages fiscaux pour l'implantation d'un parc sur son territoire[16]. Le site choisi est à Melun-Sénart. Les plans sont dessinés et les terrains sont achetés, aux prix agricoles de 1971[17],[18]. Ceux-ci s'étendent sur 526,091 hectares (1 300 acres) de terres arables à Combs-la-Ville et Évry-Grégy-sur-Yerre. Le site est délimité au nord par l'Yerres, à l'est et au sud par la Francilienne et à l'ouest par le village de Combs-la-Ville. Il est prévu pour 1996 la construction du parc à thèmes, basé sur Universal Studios Florida, d'un parc aquatique, d'un parcours de golf et de zones immobilières et de commerce[16],[19]. Les déboires d'Euro Disney Resort influencent la réalisation de ce projet qui n'aboutit pas. Le groupe préfère se montrer acquéreur d'un parc déjà établi et Universal Studios achète 37 % des parts de Port Aventura en juin 1998[20].
- Universal Studios Philippines, Manille (Philippines)
- Universal Studios Dubailand, Dubai (Émirats arabes unis) :
  - Terrassement en 2008, mise en pause des constructions en 2009. Officiellement abandonné en 2016[21].
- Universal's Hollywoodland, Krefeld (Allemagne)
- Universal Studios Moscow, Moscou (Russie)[22]
- Universal Studios South Korea, Hwaseong (Corée du Sud)[23].

### Anciens parcs
- Wet 'n Wild Orlando, parc aquatique situé non loin d'Universal Orlando Resort (1977–2016)
- Universal Mediterranea, près de Barcelone (1998–2004) :
  - Port Aventura ouvre en 1995. Tussauds Group a une participation de 40,01 % dans le parc, La Caixa a 33,19 %, Anheuser-Busch a 19,9 % et Fecsa (es) a 6,7 %[24]. En 1998, la majorité des parts de Tussauds Group (37 %) sont achetées par Universal Parks & Resorts et le parc est rebaptisé Universal's Port Aventura en 1999[20],[25]. En 2002, deux hôtels et un parc aquatique sortent de terre. Le site n'est plus uniquement un parc à thèmes, mais bien un complexe de loisirs doté de différentes unités. Il reçoit le nom d'Universal Mediterranea[26]. NBCUniversal (la société mère Universal Studios) décide de vendre en juin 2004 sa participation à hauteur de 37 % à La Caixa[27]. Universal Studios reste toujours lié au resort par un contrat d'utilisation de la licence Universal moyennant 1,5 % des bénéfices du complexe touristique. Le complexe Universal Mediterranea Resort est rebaptisé PortAventura en 2005, le parc d'attractions Port Aventura est rebaptisé PortAventura Park.